# Суд (фільм, 2014, Болгарія)
«Суд» (болг. Съдилището) — болгарський драматичний фільм, знятий Стефаном Командаревим. Фільм був висунутий Болгарією на премію «Оскар-2016» у номінації «найкращий фільм іноземною мовою».

## Сюжет
Мітьо і його син Васко живуть в бідному районі недалеко від болгарсько-турецько-грецького кордону. Мітьо втратив свою дружину, повагу свого 18-річного сина і роботу, яка дозволяла йому погасити кредит за закладений будинок. Зневірившись, він приймає пропозицію від свого колишнього військового командира щодо перевезення нелегальних сирійських біженців через кордон, який він колись захищав. Це місце під назвою «Суд» приховує не тільки темні спогади з історії, а й з власного минулого Мітьо. Він має зустрітись зі своїм минулим для того, щоб знову віднайти свій внутрішній світ і вибачитись перед сином.

## У ролях
- Ассен Блатечкі — Мітьо
- Ованес Торосян — Васко
- Іна Ніколова — Марія
- Предраг Манойлович — капітан

## Визнання
| Нагороди та номінації фільму «Суд» | Нагороди та номінації фільму «Суд»    | Нагороди та номінації фільму «Суд» | Нагороди та номінації фільму «Суд» | Нагороди та номінації фільму «Суд» | Нагороди та номінації фільму «Суд» |
| Рік                                | Нагорода                              | Категорія                          | Номінант                           | Результат                          |                                    |
| ---------------------------------- | ------------------------------------- | ---------------------------------- | ---------------------------------- | ---------------------------------- | ---------------------------------- |
| 2014                               | Варшавський міжнародний кінофестиваль | Ґран-прі                           | «Суд»                              | Номінація                          |                                    |